# سيدي محمد أوعلي (فلم)
سيدي محمد أوعلي هو فيلم مغامرات تاريخي مغربي أمازيغي صدر سنة 2007، من إخراج إبراهيم شكيري، وتأليف مصطفى أشاور، وإنتاج نبيل عيوش، وبطولة كل من هشام إشعاب، والحسين برداوز، وعبد اللطيف عاطف، وحسن عليوي. عُرض الفيلم على القناة الأولى المغربية بتاريخ 9 يوليو 2007.

## القصة
كان سيدي محمد أوعلي من أعظم علماء منطقة سوس في المغرب خلال النصف الثاني من القرن السابع عشر. بمعرفته الواسعة وقدرته على الإقناع، غيّر حياة منطقة بأكملها كانت تحت تأثير رجل خبيث ودجال يدّعي معرفته بالخوارق، حيث وجد في جهل القرويين أرضًا خصبة لتطوير أفكاره ومخططاته الشيطانية.

## وصلات خارجية
- سيدي محمد أوعلي على موقع IMDb (الإنجليزية)
- سيدي محمد أوعلي على موقع قاعدة بيانات الأفلام العربية